# Hyacinthe Coquet
Pour les articles homonymes, voir Coquet.
Hyacinthe Clément Justin Coquet, né le 2 décembre 1850 à Lons-le-Saunier (Jura) et mort le 31 mai 1934 à Orléans (Loiret), est un officier français de la Première Guerre mondiale.
Il commence sa carrière militaire en 1870, combattant pendant la guerre franco-allemande. Il prend en 1911 le commandement de la 3e division d'infanterie. Il est rappelé en août 1914 au commandement d'une division, la 52e division d'infanterie de réserve. Il est limogé dès le 6 septembre 1914 pour incompétence et passe le reste de la guerre dans des commandements à l'arrière.

## Carrière militaire

### Guerre contre l'Allemagne
Il entre comme soldat le 6 octobre 1870 admissible à l'école de Saint-Cyr, caporal quinze jours après puis sous-lieutenant en dix-neuf jours au 84e régiment d'infanterie. Il passe le 5 décembre au 62e de ligne où il fut nommé lieutenant. Il commence comme élève à l'École spéciale militaire de Saint-Cyr en septembre 1871 en qualité de sous-lieutenant.[réf. nécessaire]

### Au Maghreb
Il est au 4e Zouave et se trouve à Orléanville en novembre 1874 comme officier d'ordonnance du général. Il alterne alors les postes entre l'Algérie (1872-81, juin 1881 à juin 1882) et la Tunisie (mai à juin 1881 puis de mars 1882 à mars 1884).[réf. nécessaire]

### Première Guerre mondiale
Lors de la déclaration de guerre, dans le cadre de l'application du Plan XVII, il fait partie de la 5e Armée de Paris qui est en couverture devant la forêt du massif ardennais avec la 52e division d'infanterie de réserve. Son repli lors de la première bataille de la Marne et lors de la Bataille des Marais de Saint-Gond amène à son limogeage et à son remplacement par le général Battesti. Le général Coquet avait pourtant, par sa réaction rapide et opportune, bloqué le 30 août une attaque allemande sur la Meuse à Fumay.

## Décorations
- Commandeur de la Légion d'honneur
- Officier du Nichan Iftikhar

## Résumé des affectations
- ESM de 1870 à 1871.
- En septembre 1871 il est nommé sous lieutenant au 4e régiment de zouaves.
- Lieutenant le 21 février 1874
- Capitaine le 2 mai 1881, il passe au 12e bataillon de chasseurs à pied
- 1884 : officier de l'Ordre du Nichan Iftikhar, Chevalier de la Légion d'honneur le 20 décembre 1886.
- Il est ensuite affecté au  98e régiment d'infanterie
- Commandant le 25 septembre 1890, officier de l'Ordre du Cambodge.
- Officier de la Légion d'honneur le 5 juillet 1893.
- En 1894 il est nommé au 134e régiment d'infanterie
- Lieutenant Colonel le 3 avril 1899 au 129e régiment d'infanterie
- Colonel le 1er octobre 1902 au 131e régiment d'infanterie
- Général de brigade le 22 décembre 1906, il prend le commandement de la 18e brigade d'infanterie.
- Commandeur de la Légion d'honneur le 11 juillet 1908
- Général de division le 19 décembre 1911, il est nommé à la tête de la 3e division d'infanterie (novembre 1911-décembre 1913),
- En décembre 1913 il est nommé inspecteur des formations de réserve.
- En août 1914, au déclenchement de la grande guerre, il est mis à la tête de la 52e division d'infanterie de réserve,
- Le 6 septembre 1914 il est placé en disponibilité en raison de son insuffisance à la tête de la division.
- Durant le reste de la guerre, il exercera des commandements loin du front :
  - jusqu'en 1916 comme adjoint au commandant de la 5e région militaire,
  - puis de janvier 1915 à mars 1917 comme commandant la 15e région militaire

Le 12 août 1885, le général Coquet épouse à Montbrison (Loire) Caroline Alice Blanche Haraucourt. Il décède le 31 mai 1934 à Orléans (Loiret).[réf. nécessaire]
Il est fils de Jean-François Coquet (°1813), chef de division à la préfecture et de Louise Vuillermet (°1816)[réf. nécessaire]